# Distretto di Sivas
Il distretto di Sivas (in turco Sivas ilçesi) è uno dei distretti della provincia di Sivas, in Turchia.